# Ер Индија лет 171
Ер Индија лет 171 (енгл. Air India Flight 171) био је редован међународни путнички лет, на којем је коришћен Боинг 787-8 Дримлајнер. Авион се срушио недуго након полетања у насеље Мегхани Нагар у Ахмедабаду 12. јуна 2025. године, на линији између аеродрома у Ахмедабаду у Индији и аеродрома Лондон-Гетвик у Уједињеном Краљевству. 
У авиону је било 230 путника и 12 чланова посаде, који су сви погинули осим једног путника. Такође је погинуло најмање 38 људи на земљи.

## Позадина

### Авион
Авион који се срушио био је 11 година стар Боинг 787-8 Дримлајнер, регистрован као VT-ANB, опремљен са два мотора General Electric GEnx. Први лет авиона обављен је 14. децембра 2013. године, а испоручен је компанији Ер Индија 28. јануара 2014. године.
Ово је била прва фатална несрећа која је укључивала Боинг 787 од његовог увођења у употребу 2011. године, као и први велики губитак авиона за Ер Индију од бомбашког напада на Лет 182 из 1985. године. Према информацијама из компаније Боинг, ово је био први губитак авиона модела 787 Дримлајнер.

### Путници и посада
Према подацима Генералне дирекције цивилног ваздухопловства (DGCA) и компаније Ер Индија, на лету се налазило 242 особе: 230 путника, укључујући 11 деце и 2 одојчета, као и 2 пилота и 10 чланова кабинског особља.
Путнички списак укључивао је 169 држављана Индије, 53 држављана Велике Британије, 7 држављана Португалије и 1 држављанина Канаде. Међу путницима је био и Виџај Рупани, бивши главни министар Гуџарата.
Летом су командовали капетан Сумет Сабхарвал и први официр Клајв Кундар.

### Несрећа
Лет 171 полетео је са писте 23 аеродрома у Ахмедабаду у 13:38 по локалном времену (IST; 08:08 UTC) ка Лондон-Гетвику. АДС-Б транспондер авиона је пријавио висину од 625 стопа (191 м) пре него што је пријем изгубљен. Посада авиона је упутила позив „мајдеј“ контролорима летења. Несрећа се догодила током почетног пењања. Очевици из насеља Мегхани Нагар пријавили су да су чули више експлозија, након чега су се са оближњих локација видели густи облаци дима, док је авион ударио у зграду и клизао.
Високи полицијски званичник из Ахмедабада изјавио је за ANI да је авион ударио у зграду хостела у оквиру Медицинског колеџа B.J. Делови репних стабилизатора и конус репа авиона били су делимично видљиви како вире из вишеспратне зграде након несреће.
Према извештајима METAR-а, време је било стабилно, а видљивост добра.

### Хитна интервенција
Службе за хитне интервенције, укључујући најмање седам ватрогасних возила и више амбулантних кола, одмах су послате на лице места. Ватрогасна и служба хитне помоћи Ахмедабада потврдила је распоређивање јединица из различитих делова града. Сви путеви који воде ка месту несреће и околини били су затворени како би се омогућила спасилачка акција.
Централна индустријска безбедносна служба (CISF), одговорна за безбедност аеродрома у Ахмедабаду, била је међу првима на лицу места. Особље CISF-a је одмах након несреће активирало хитне протоколе и похрлило на место догађаја ради спровођења спасилачких акција. Они тесно сарађују са локалним властима и другим хитним службама како би обезбедили подручје, помогли преживелима и управљали ситуацијом.
Индијска војска је такође ангажована ради уклањања остатака авиона и пружања помоћи повређенима. Војна болница је стављена у приправност како би помогла у тим напорима. Убрзо након несреће, све операције летења на аеродрому у Ахмедабаду привремено су обустављене.
Према подацима полиције, са места несреће до 18:36 часова по локалном времену извучена су најмање 204 тела. Није јасно да ли су тела путника или људи на земљи. Потврђено је да је један 40-годишњи преживели спашен из авиона након што је искочио кроз прозор за хитне случајеве. До 60 студената медицине који су боравили у хостелу на који је авион ударио хоспитализовано је, а 41 особа је повређена. Из хостела је извучено 75 тела.